# Cryptini
Tribu
Synonymes
- Hedycryptinae Bradley, 1919
- Ischnina Townes, 1970
- Itamopleginae Bradley, 1928
- Mesostenini

Les Cryptini sont une tribu d'insectes hyménoptères de la famille des Ichneumonidae et de la sous-famille des Cryptinae. 
Le genre type de la tribu est Cryptus Fabricius, 1804.

## Sous-tribus
Agrothereutina - Ateleutina - Baryceratina - Ceratocryptina - Coesulina - Cryptina - Gabuniina - Glodianina - Goryphina - Lymeonina - Melanocryptina - Mesostenina - Osprynchotina - Sphecophagina - Vagenathina